# Valle de las Gacelas

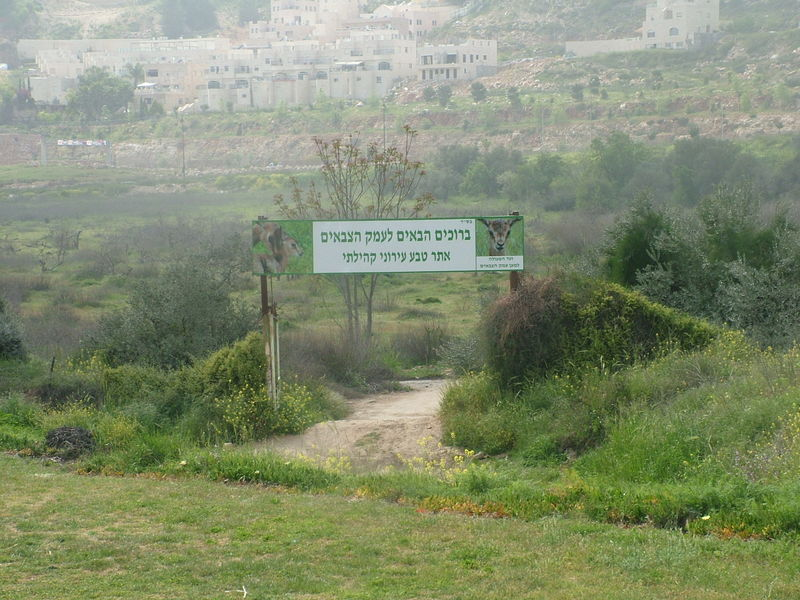
Entrada al parque.

El Valle de las Gacelas (en hebreo: עמק הצבאים, Emek Hatzva'im), conocido oficialmente como el Valle de Pri Har, es un espacio abierto de unos 260 dunams en el corazón de Jerusalén, Israel, al borde del barrio Givat Mordejai, frente a la concurrida intersección Patt.

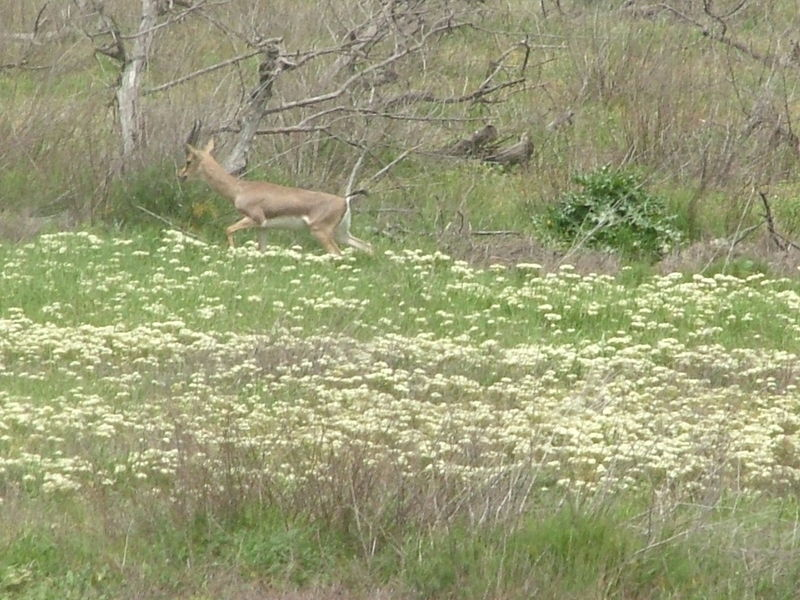
Gacela en el Valle de las Gacelas en Jerusalén

## Historia
El Valle de las Gacelas debe su nombre a una manada de unas 17 gacelas de la subespecie Gazella gazella gazella (comúnmente llamada "gacela israelí") que viven en esta zona, rodeadas por el desarrollo urbano. Los desarrolladores de bienes raíces han solicitado derechos de construcción en la zona, pero la Sociedad para la Protección de la Naturaleza en Israel (SPNI) y los activistas locales han luchado por preservar el entorno natural. Después de largas batallas judiciales, la Municipalidad de Jerusalén ha elaborado planes para convertir la zona en una reserva natural y parque público. La Autoridad de Desarrollo de Jerusalén se comprometió a otorgar ₪8 millones para el desarrollo del parque.

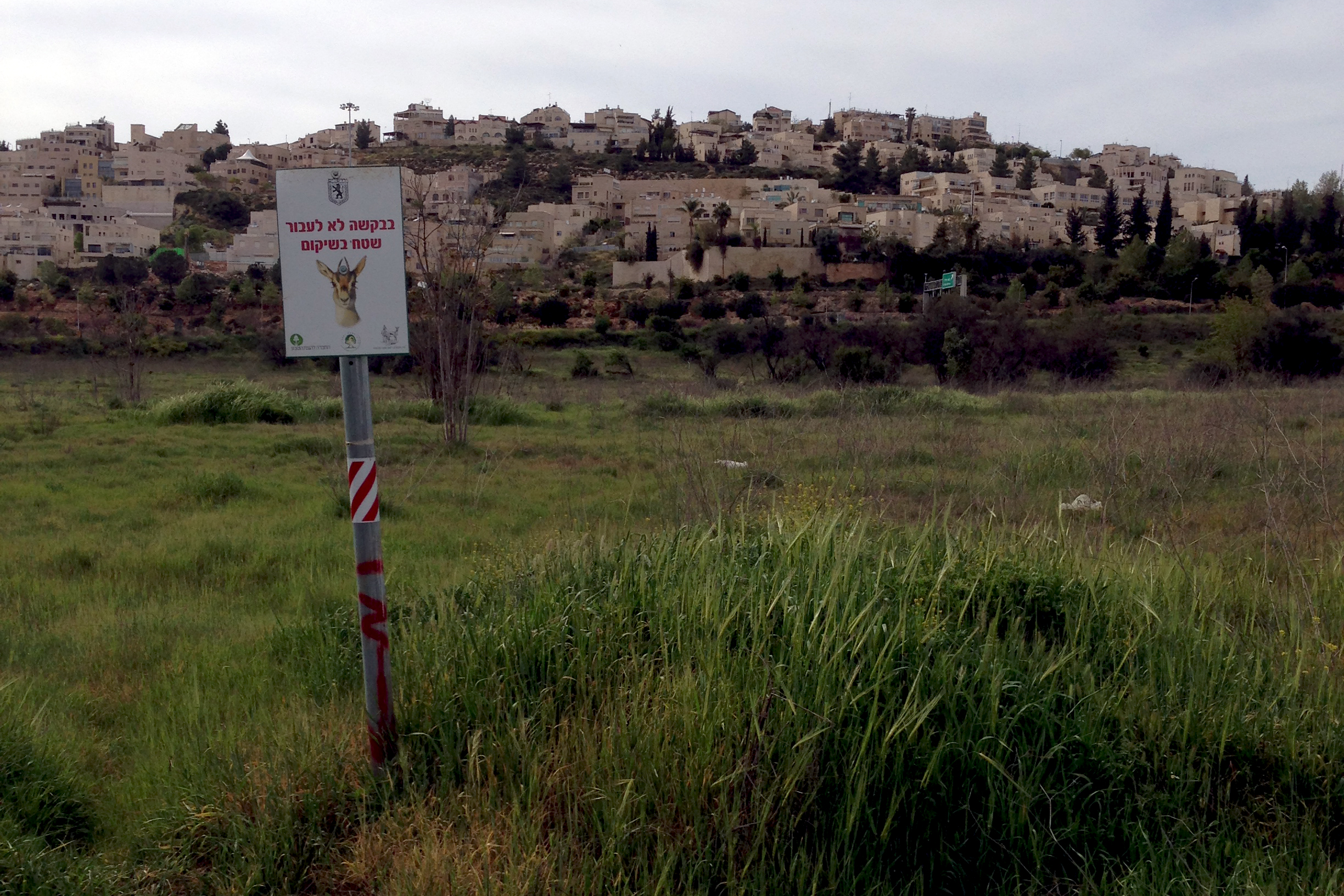
Señal en el Valle de las Gacelas.

En enero de 2013, se comenzó a trabajar en el parque, el cual está considerado la primera reserva natural urbana de Israel. Se abrirá por etapas a lo largo de 10 años.